# Monoatomique
Monoatomique est un adjectif signifiant « comportant un seul atome ». Il s'emploie pour spécifier qu'on a affaire à des atomes isolés les uns des autres (au lieu d'être regroupés par des liaisons chimiques) :
- un ion monoatomique est un atome ionisé, c'est-à-dire porteur d'une ou plusieurs charges élémentaires (positives pour les cations, négatives pour les anions) ;
- un corps simple monoatomique est un corps simple dont les atomes ne sont pas regroupés en molécules.
- un gaz monoatomique est un gaz dont les constituants sont des atomes isolés[a],[b] ;
- par abus de langage[c], on parle de « molécules monoatomiques »[2] pour désigner des atomes isolés, dans un contexte où l'on appelle molécules les constituants de base d'une substance, dont les « molécules » peuvent alors être monoatomiques, diatomiques, triatomiques, etc.